# Sakakalendern

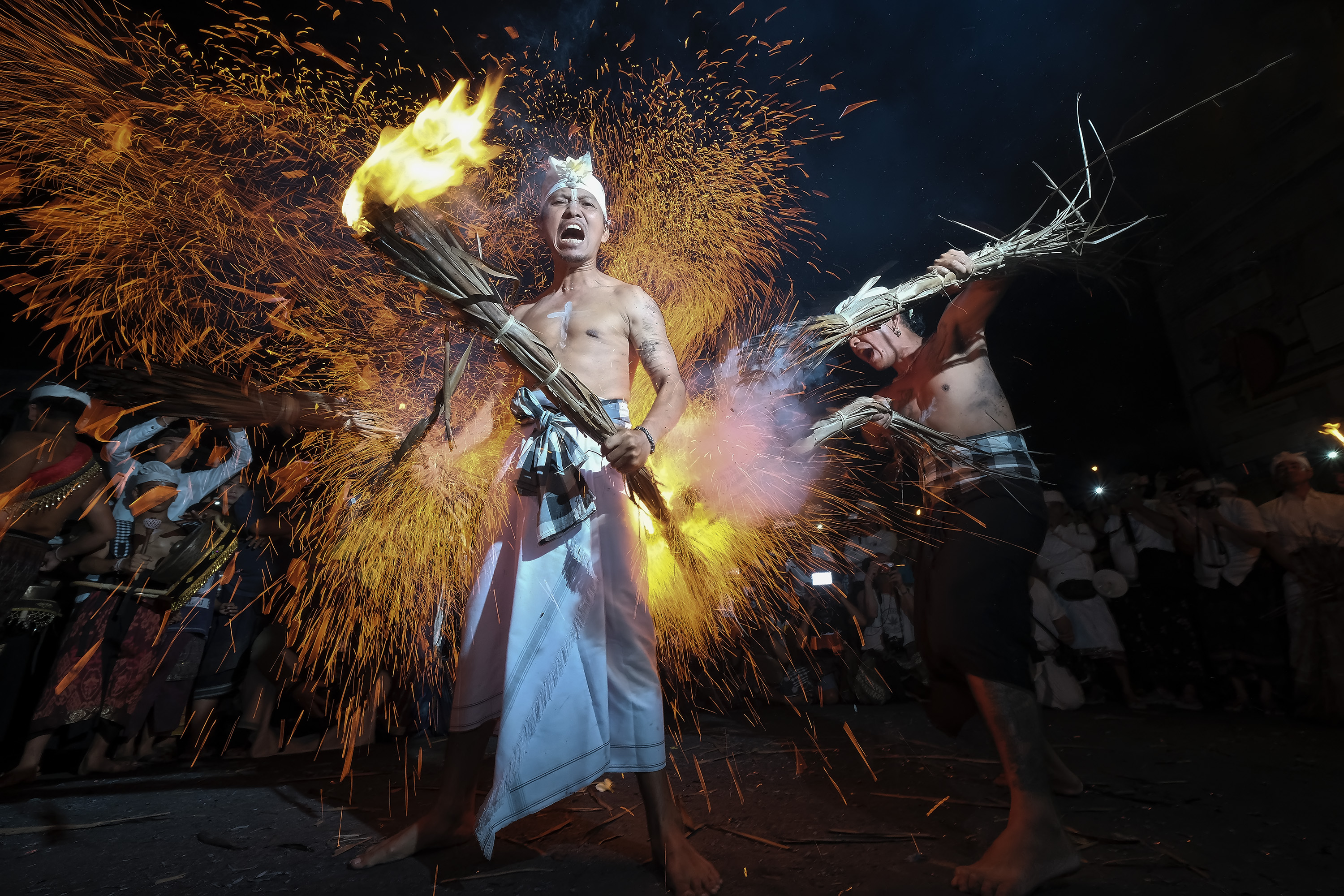
Nyårsfirande av personer som följer Sakakalendern.

Sakakalendern, eller Shaka Samvat är ett av två officiella kalendersystem i Indien. Den andra är den gregorianska kalendern. Kalendern har använts i sin nuvarande form sedan 1879.
Nyårsdagen infaller den 22 mars i Sakakalendern (den 21 mars på skottår). Tideräkningen utgår från år 78 i den gregorianska kalendern, som är år 0 i sakakalendern.